# Värmland
Värmland (câteodata cunoscută ca Vermelandia) este o provincie a Suediei.

## Județe
- Värmland

## Orașe
- Arvika
- Eda
- Filipstad
- Forshaga
- Grums
- Hagfors
- Hammarö
- Karlstad
- Kil
- Kristinehamn
- Munkfors
- Storfors
- Sunne
- Säffle
- Torsby
- Årjäng